# 珍妮弗·吉洛姆
珍妮弗·吉洛姆（英語：Jennifer Gillom，1964年6月13日—），美国女子篮球运动员。她曾获得1988年夏季奥运会女子篮球比赛金牌。她也参加了1985年世界大学生运动会、1986年女子篮球世锦赛和1987年泛美运动会，也均收获金牌。